# Насрулла
Насрулла́ (1806—1860), полное имя Сеид Наср Улла Бахадур Хан — седьмой правитель Бухарского эмирата (1827—1860), из узбекской династии Мангытов третий сын эмира Хайдара.

## Биография
Насрулла был третьим сыном эмира Хайдара. Мать была родом из памирской области Шугнан.
Уже с пятнадцатилетнего возраста отец активно привлекал его к управлению государством.
Генеалогия Насруллы выглядела следующим образом:
| Худаяр-бий | Худаяр-бий | Худаяр-бий | Худаяр-бий | Худаяр-бий | Худаяр-бий |  |  | Абулфейз-хан | Абулфейз-хан | Абулфейз-хан | Абулфейз-хан | Абулфейз-хан | Абулфейз-хан |  |  |  |  |  |  |  |  |  |  |  |  |  |  |
| Худаяр-бий | Худаяр-бий | Худаяр-бий | Худаяр-бий | Худаяр-бий | Худаяр-бий |  |  | Абулфейз-хан | Абулфейз-хан | Абулфейз-хан | Абулфейз-хан | Абулфейз-хан | Абулфейз-хан |  |  |  |  |  |  |  |  |  |  |  |  |  |  |
| Даниял-бий |            |            |            |            |            |  |  |              |              |              |              |              |              |  |  |  |  |  |  |  |  |  |  |  |  |  |  |
|            |            |            |            |            |            |  |  |              |              |              |              |              |              |  |  |  |  |  |  |  |  |  |  |  |  |  |  |
| Шахмурад   | Шахмурад   | Шахмурад   | Шахмурад   | Шахмурад   | Шахмурад   |  |  | Юлдуз-бегим  | Юлдуз-бегим  | Юлдуз-бегим  | Юлдуз-бегим  | Юлдуз-бегим  | Юлдуз-бегим  |  |  |  |  |  |  |  |  |  |  |  |  |  |  |
| Шахмурад   | Шахмурад   | Шахмурад   | Шахмурад   | Шахмурад   | Шахмурад   |  |  | Юлдуз-бегим  | Юлдуз-бегим  | Юлдуз-бегим  | Юлдуз-бегим  | Юлдуз-бегим  | Юлдуз-бегим  |  |  |  |  |  |  |  |  |  |  |  |  |  |  |
|            |            |            |            |            |            |  |  |              |              |              |              |              |              |  |  |  |  |  |  |  |  |  |  |  |  |  |  |
|            |            |            |            | Хайдар     |            |  |  |              |              |              |              |              |              |  |  |  |  |  |  |  |  |  |  |  |  |  |  |
|            |            |            |            |            |            |  |  |              |              |              |              |              |              |  |  |  |  |  |  |  |  |  |  |  |  |  |  |
|            |            |            |            | Насрулла   |            |  |  |              |              |              |              |              |              |  |  |  |  |  |  |  |  |  |  |  |  |  |  |

Весной 1821 года эмирзаде Насрулла возглавлял бухарское войско, направленное эмиром на подавление восстания в Мианкале. Царевич сумел взять захваченный восставшими узбекскими племенами Каттакурган, после чего жестоко расправился с бунтовщиками. По его приказу от 400 до 700 человек были обезглавлены. Оценки деятельности Насруллы различаются. Бухарские авторы его характеризуют положительно, а по данным кокандских авторов, за чрезмерную жестокость Насрулла впоследствии получил в народе прозвище «кассаб» (мясник).
По данным Ахмада Дониша, среди бухарского народа Насрулла был известен как Батур-хан, то есть хан-богатырь.
С осени 1821 года царевич Насрулла был назначен отцом хакимом (правителем) Карши. Совершил ещё один военный поход в Мианкаль, а также с переменным успехом вёл борьбу с враждебными Бухаре беками Шахрисабза.

## Приход к власти
После смерти эмира Хайдара (1800—1826) на престол был возведён его старший сын Мир Хусейн (1797—1826). Он процарствовал всего лишь два месяца и четырнадцать дней (октябрь-декабрь 1826 года).
Накануне смерти он оставил престол своему брату, второму сыну Хайдара Мир Умару (декабрь 1826 — апрель 1827 гг.), который больше занимался развлечением, чем управлением.
Вскоре при поддержке влиятельного премьер-министра государства кушбеги Хакима третий сын эмира Хайдара Насрулла захватил власть и в апреле 1827 года взошёл на престол.
Хаким кушбеги сам был из мангытов, братья его управляли двумя провинциями государства, а 13 сыновей заведовали разными округами. Позже после укрепления власти Насруллы, интриги придворных и несогласие Хакима кушбеги с некоторыми поступками Насруллы привели к тому, что в 1837 году он был сослан в Карши, затем в Нурату, а потом вызван в Бухару и отправлен в тюрьму. А в 1840 году он вместе с Аязом тупчибаши был казнён по приказу Насруллы.

## Внутренняя политика
Насрулла выпускал монеты не от своего имени, а в честь отца или деда с их именами. По его приказу и на его средства было построено медресе в Бухаре, которое не сохранилось до наших дней.
В юридических документах Насруллы помещалась надпись на узбекском языке: Абул Музаффар ва-л-мансур Амир Насраллах бахадур султан сузумиз (наше слово могущественного и победоносного эмира Насруллы).
Насрулла вел жесткую борьбу против центробежных сил в лице глав родов и племен. В 1837—1845 годах большим влиянием в политической жизни Бухарского эмирата пользовался наиб и глава артиллеристов Абдусаматхан, родом из Тебриза. Абдусаматхан был первым организатором полка сарбазов и отряда артиллеристов — топчи в Бухаре. Насрулла за первые 5-7 лет правления отстранил от должностей всех воинских и гражданских лиц из династий, служивших Хайдару и другим бухарским правителям в течение 200—300 лет. «Нынешние военные и гражданские чиновники бухарские все люди безродные, низкого происхождения», — отмечали современники.

## Историки и поэты эпохи эмира Насруллы

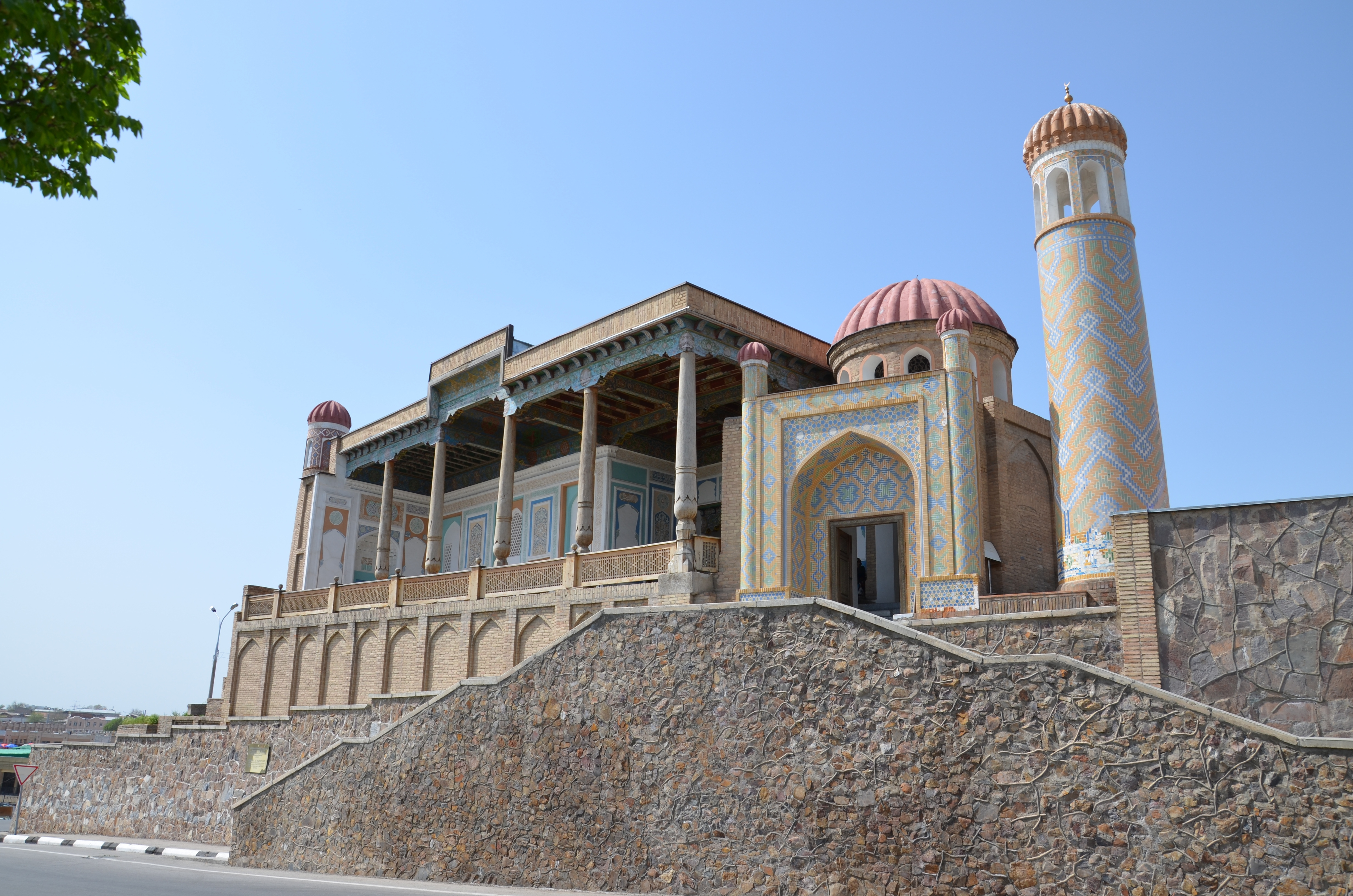
Мечеть Хазрет-Хызр (отреставрирована в 1854 году)

Известными историками этого времени были: Мирий, Мухаммед Якуб ибн Даниялбий, Мухаммед Мир Алим Бухари, Хумули, Мирза Шамс Бухари.

## Внешняя политика
Насрулла пытался расширить границы Бухарского ханства. Осенью 1841 года эмир Насрулла начав поход на Кокандское ханство, захватил Ура-тюбе и Ходжент. Согласно миру, заключенному с кокандским ханом Мухаммад Алиханом к Бухаре отошли Ура-тюбе, Заамин, Йом, а Ходжент управляемый братом Мухаммад Алихана Султан Мухаммадханом, должен был платить дань Насрулле. В 1856 году после 32-го похода Насрулла подчинил себе Шахрисабз. Он привлек подарками на свою сторону 30 тысяч кенагасов и только потом взял Китаб. Беками в регион были назначены мангыты — в Китабе — Аллаярбий, в Шахрисабзе — Абдухаликбий, в Яккабаге — Хамит-ходжа.
Внешняя политика Насрулла не была успешной, особенно это касается его походов на Коканд и Афганский Туркестан. Насрулла неоднократно совершал походы на Коканд и в 1842 году ему даже удалось захватить город и казнить Мухаммад Алихана с семьей. Но вскоре его наместник Ибрагим был свергнут, а бухарский гарнизон истреблен. Новый поход Насруллы закончился его поражением. Вооруженные кокандцы сплотились вокруг Шерали-хана и стали героически обороняться, отбивая все атаки бухарцев. 26 сентября войска Хивинского ханства вторглись в пределы Бухарского эмирата и Насрулла вынужден был отступить от Коканда.. Безрезультатно закончились и другие походы бухарцев.
В 1860 году эмир Насрулла выступил перешёл со своими войсками Аму-Дарью около Керки, но затем неожиданно повернул обратно и ушёл в Бухару. В период правления эмира Насруллы борьба за Афганский Туркестан между бухарцами и афганцами закончилась победой последних, после чего названная провинция прочно вошла в состав Афганистана.
Характеризуя итоги правления эмира Насруллы бухарские историки отмечали, «признаки разрушения государства и причины ослабления мусульманской общины появились с восшествием на престол эмира Насруллы».

## Дружба с Российской империей и конфликт с представителями Британской империи
Насрулла поддерживал дружественные отношения с Российской империей. В 1830-х годах он неоднократно отправлял посольства в Санкт-Петербург во главе с Б. Рахматбековым. В 1841—1842 годах в Бухаре побывала миссия во главе с К. Бутеневым.
В 1857 году Насрулла отправил посольство в Россию, в составе которой был известный мыслитель Ахмад Дониш (1827—1897). В 1858 году в Бухару прибыл российский посланник Игнатьев, который смог подписать с эмиром важный договор.
По данным Джозефа Вольфа, который побывал в Бухаре в 1844 году, по инициативе Абдусаматхана и по приказу эмира Насруллы летом 1843 года в Бухаре были казнены несколько англичан, в частности, Чарльз Стоддарт и Артур Конолли. Это привело к резкому охлаждению отношений между Бухарой и Британской империей.

## Смерть
Насрулла скончался 5 октября 1860 года. По одной из версий он был отравлен собственной женой, которая была дочерью правителя Шахрисябза.
По одной из версий источников эмир Насрулла планировал передать власть своему внуку от дочери потомку джуйбарских шейхов Саид Абдулахад-хану, однако влиятельная часть политической элиты поддержала его единственного сына Музаффара.
После смерти Насруллы на престол взошёл его сын Музаффар.